# Erhaltungsladung

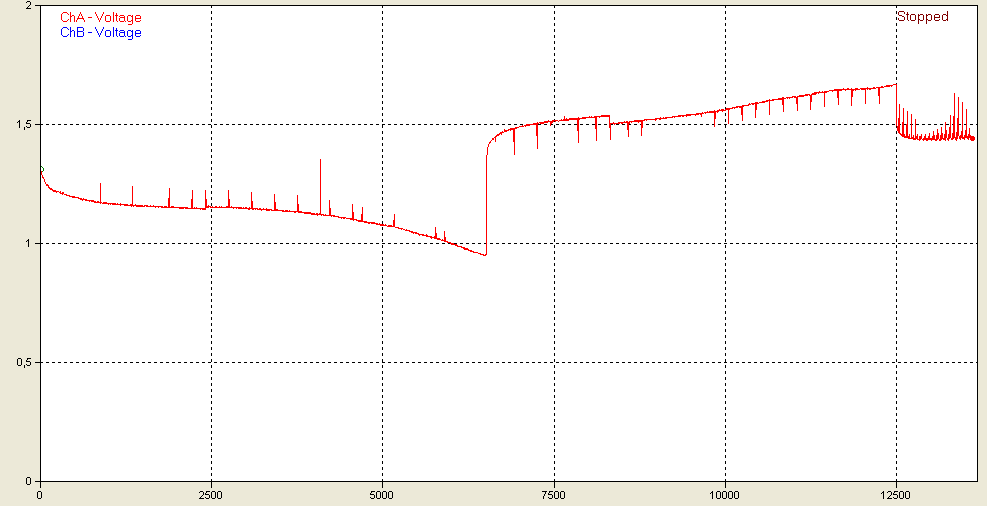
Spannungsverlauf einer Entladung und Ladung eines NiCd-800-mAh-Akkus mit anschließender Erhaltungsladung (Zeitangabe in Sekunden)

Die Erhaltungsladung (englisch „Trickle charging“) ist die Ladung eines Akkumulators (Akkus) zum Ausgleich seiner Selbstentladung mit dem Ziel, den Akku in vollständig geladenem Zustand zu halten.
Die Erhaltungsladung findet im Anschluss an die Ladung eines Akkus statt, gesteuert von einem dem Akku entsprechendem Ladegerät oder Erhaltungsladegerät.
Für Nickel-Cadmium- und Nickel-Metallhydrid-Akkus sollte die Erhaltungsladung in Form von kurzen Strompulsen erfolgen. Dieses Verfahren hat gegenüber der Erhaltungsladung mit kleinem Dauerstrom den Vorteil, dass die Gefahr der Dendritenbildung stark reduziert wird.